# Jeune Femme au lit
 (janvier 2018).
Si vous disposez d'ouvrages ou d'articles de référence ou si vous connaissez des sites web de qualité traitant du thème abordé ici, merci de compléter l'article en donnant les références utiles à sa vérifiabilité et en les liant à la section « Notes et références ».
Jeune Femme au lit est une peinture à l'huile sur toile (81 × 67,8 cm) de 1645, réalisée par le peintre Rembrandt.
Elle est conservée à la Galerie nationale d'Écosse d'Édimbourg.

## Description
L'œuvre est signée et datée REMBRA(...) F. 164(.).
L'iconographie et la datation de l'œuvre font encore l'objet de discussion. On[Qui ?] pense aussi que ce n'est pas seulement un portrait, mais une scène mythologique ou biblique. Dans le premier cas, certains l'identifient à Danae, comme réinterprétation de l'œuvre homonyme. Dans le second, on peut voir la scène comme Agar attendant Abraham, ou comme Sarah observant le combat de l'archange Raphaël avec le démon qui l'a possédée.